# Saint-Germain-sur-Vienne
Saint-Germain-sur-Vienne is een gemeente in het Franse departement Indre-et-Loire (regio Centre-Val de Loire) en telt 341 inwoners (2004). De plaats maakt deel uit van het arrondissement Chinon.

## Geografie
De oppervlakte van Saint-Germain-sur-Vienne bedraagt 13,2 km², de bevolkingsdichtheid is 25,8 inwoners per km².

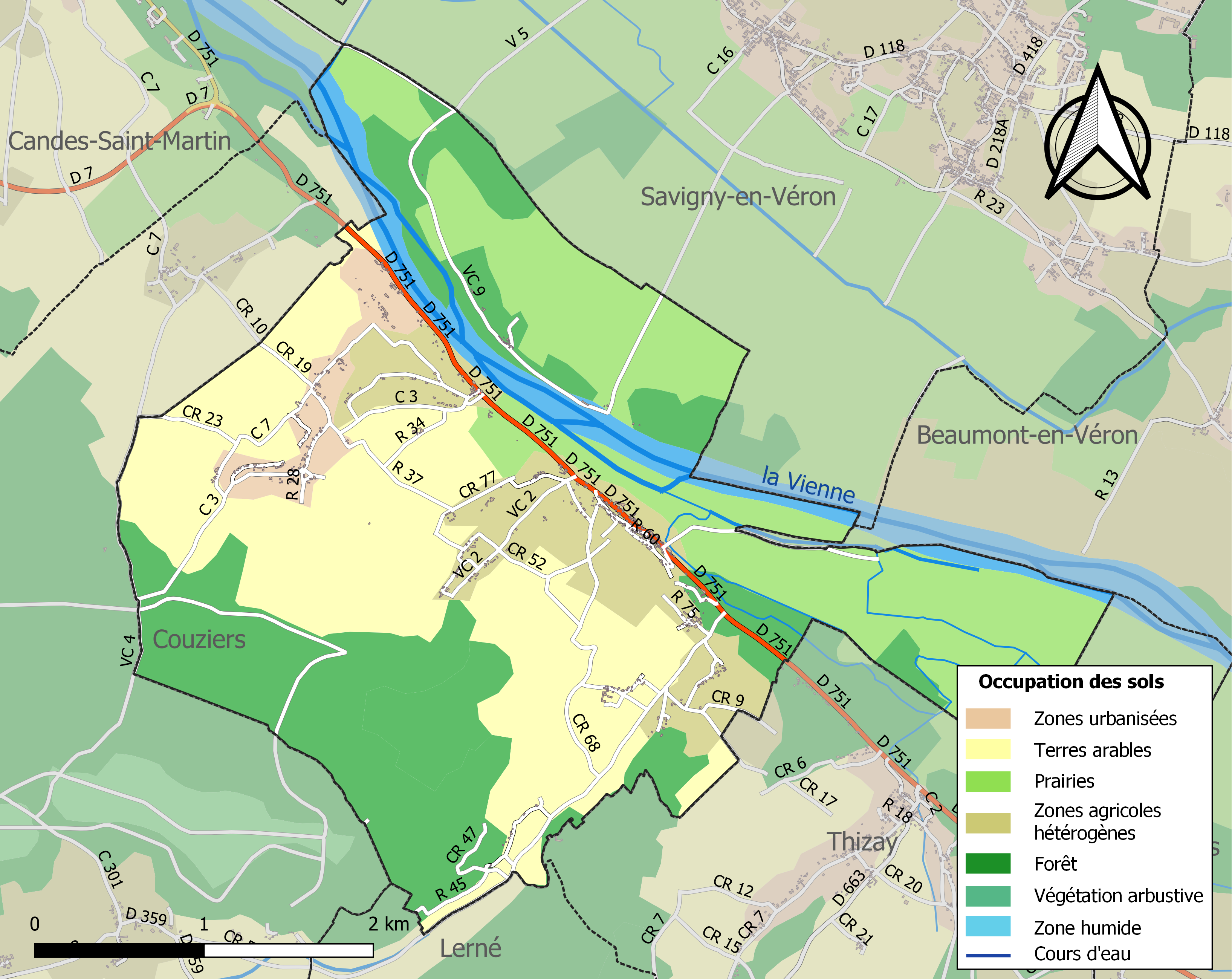
Kaart van de gemeente met de belangrijkste infrastructuur, bodemgebruik en omliggende gemeenten

## Demografie
Onderstaande figuur toont het verloop van het inwonertal (bron: INSEE-tellingen).